# Tirwaganj
Tirwaganj è una suddivisione dell'India, classificata come nagar panchayat, di 20.229 abitanti, situata nel distretto di Kannauj, nello stato federato dell'Uttar Pradesh.